# Rozita Erbanová
Rozita Erbanová, také Rosita Mary Erbanová, (* 24. srpna 1989 Praha) je česká filmová, televizní a divadelní herečka a dabérka.

## Filmové a televizní role
- Ani svatí, ani andělé (tv film, 2001)
- Rande ve Třech (2001) – Jitka
- Hotel Herbich (tv seriál, 1998) – Anička
- Milenec Lady Chatterleyové (tv film, 1998) – Mary Mellorsová
- Tajemství mořské panny (tv pohádka, 1998) – Amálka
- Listonošky (tv hra, 1998)
- Červený Kamínek (tv pohádka, 1997)
- Dobrodružství pod postelí (tv film, 1997)
- Jak kováři přišli k měchu (tv pohádka, 1997) – skřítek
- O spanilé Jašince (tv pohádka, 1997) – meluzínka
- Polobotky (tv hra, 1997)
- Zdivočelá země (tv seriál, 1997) – Ivanka Maděrová
- O poklad Anežky České (tv pořad)

## Dabingové role
- Jewel pet (anime, 2012) – Aloi
- Hvězdné Tolary (2011, Německo) – Mina, hlavní role
- Karate Kid (2010) – Mei Jing
- Hannah Montana (2009) – Lilly
- Byla jednou jedna planeta (TV seriál, 2008)
- Opravdový život (2008) – Tara
- Harry Potter a Fénixův řád (2007) – Parvati a Padma Patilová
- Zlatý kompas (2007) – Lyra
- Pokémon: Diamant a Perla (anime, 2011) – Dawn
- V tom domě straší (2006) – Jenny
- Terminátor 2: Den zúčtování (1991, dabing 2005)
- Vášeň a Nenávist (tv seriál, 2003) – Karen
- Kniha Džunglí 2 (2003) – Šantí
- Děti z Duranga (1999)
- Z džungle do džungle (1997) – Karen Kempestrová
- Chůva k pohledání (tv seriál, 1993) – Grace Sheffieldová
- League of Legends (2013) – Jinx,
- Elementalist Lux
- Winx Club (2014) – Bloom
- Violetta 1, 2, 3 – Ludmila
- ICarly (2005-2008) – Sam Puckettová
- Sam & Cat (2013-2015) – Sam Puckettová
- Kouzelná Beruška a Černý kocour – Marinette/Beruška (1.řada) (2015-2016)
- Avatar: Legenda o Aangovi – Ty Lee (2005 – 2008)

## Divadelní role
- Divadlo ABC – Mahábhárata (2009) – Uttara, Ambálika, služebná, gazela
- Zájezdové představení Kateřina – dvojrole Kateřina a Karolína
- Divadlo ROKOKO – Domeček pro panenky (1999 – 2000)
- Divadelní společnost Máj – Nakonec něco do začátku
- Lví Král (muzikál)

### Divadlo Kukadlo
Dětská představení od roku 2004
- Princezna pro Draka – princezna Johanka
- Rajský ostrov
- O víle Květince
- Zvířátka z kouzelného lesa

## Moderátorské role
- Pohádková půda (dětský pořad, Česká televize, 2001)
- ELDORÁDO (dětský pořad,tv Prima, 1999)

## Mluvené slovo
- Meditační pohádky (CD, vydalo centrum Duhový palouček, 2009)
- Lenka a Nelka neboli AHA od Daniely Fischerové (2006)
- Pipi Dlouhá Punčocha od Astrid Lindgrenové (CD, vydal Radioservis)
- Jessie a Morgiana (Natočeno v roce 2008. Premiéra 28. 2. 2009, ČRo 2 Praha)